# Wulfnoth Cild
Wulfnoth Cild (um 1000) war möglicherweise der Vater von Godwin von Wessex, dessen Vater mit Sicherheit Wulfnoth hieß. Da Wulfnoth kein gebräuchlicher Name war, ist anzunehmen, dass es sich um dieselbe Person handelt. Damit war er der Großvater von König Harold Godwinson.
Er war ein Adliger in Sussex, dessen Besitztümer – wie ein Testament König Aethelstans berichtet – bei Compton lagen. Angeblich stammte er sogar von König Ethelred von Wessex, dem älteren Bruder Königs Alfred des Großen ab. Die Angelsächsische Chronik berichtet über einen Vorfall, als Wulfnoth unter der Herrschaft Aethelreds des Unfertigen mit 20 Schiffen der königlichen Flotte die Südküste verwüstete und die im Sturm gestrandete, 80 Schiffe umfassende Flotte von Beorhtric (Brihtric), Bruder von Eadric Streona, zerstörte. Wulfnoth sei danach verbannt worden, während sein Sohn Godwin in England habe bleiben dürfen.